# ريان جونز (لاعب اتحاد الرغبي)
ريان جونز (بالإنجليزية: Ryan Jones)‏ هو لاعب اتحاد الرغبي بريطاني، ولد في 13 مارس 1981 في نيوبورت في المملكة المتحدة.

## وصلات خارجية
- ريان جونز عل موقع إسبنسكروم (الإنجليزية)
- ريان جونز على موقع ItsRugby.co.uk (الإنجليزية)